# 1039
Початок Високого Середньовіччя •  Епоха вікінгів •  Золота доба ісламу •  Реконкіста •  Київська Русь

## Геополітична ситуація
Візантію очолює Михайло IV Пафлагонський. Генріх III почав правити Священною Римською імперією, а Генріх I є
королем Західного Франкського королівства.
Апеннінський півострів розділений між численними державами: північ належить Священній Римській імперії, середню частину займає Папська область, на південь від Римської області лежать невеликі незалежні герцогства, південна частина півострова належать Візантії. Південь Піренейського півострова займають численні емірати, що утворилися після розпаду Кордовського халіфату. Північну частину півострова займають християнські Кастилія, Леон (Астурія, Галісія), Наварра, Арагон та Барселона. Гарольд I Заяча Лапа є королем Англії.
У Київській Русі княжить Ярослав Мудрий. Королем Польщі став Казимир I Відновитель. У Хорватії править Степан I. Королівство Угорщина очолює П'єтро Орсеоло.
Аббасидський халіфат очолює аль-Каїм, в Єгипті владу утримують Фатіміди, в Середній Азії — Караханіди, у Хорасані — Газневіди, які захопили частину Індії. Почалися завоювання турків-сельджуків. У Китаї продовжується правління династії Сун. Значними державами Індії є Пала, Чола. В Японії триває період Хей'ан.

## Події
- У Польщі почалося правління Казимира I Відновителя, який повернув собі владу з допомогою німецьких військ.
- Між Польським королівством та Київською Руссю укладено воєнно-політичний союз. Польський король Казимир I Відновитель одружився з сестрою Ярослава Мудрого Добронегою Володимирівною.
- Генріх III став королем Німеччини і фактичним імператором Священної Римської імперії, успадкувавши трон після смерті свого батька Конрада II.
- Італійські магнати за наказом Конрада II взяли в облогу повсталий Мілан, але зі смертю імператора розійшлися.
- Неаполь пограбовано норманами.
- Масуд Газневі прогнав сельджуків із Хорасану.

## Народились
див. також: Категорія:Народились 1039
- Мінамото но Йосіїе — японський політичний діяч і полководець.

## Померли
див. також: Категорія:Померли 1039
- Ібн Аль-Хайсам латинізоване Альхазен — арабський учений-універсал
- Конрад II — імператор Священної Римської імперії.